# Wim Gerritsma
Wilhelmus Cornelis (Wim) Gerritsma (Hamburg, 26 december 1913 – 21 oktober 1984) was een Nederlandse graficus en kunstschilder.

## Leven en werk
Gerritsma werd opgeleid aan de Academie voor beeldende kunst in Rotterdam (1926-1927) en Den Haag (1928-1929), aan Academie Minerva in de stad Groningen (1930-1934) en ten slotte aan de Academie van Beeldende Kunsten in Den Haag (1937-1938). Hij kreeg les van onder anderen Dirk Harting en Willem Valk. Begin jaren vijftig verbleef hij enige tijd in Indonesië. Van 1958 tot 1965 was hij lid van Ars Aemula Naturae in Leiden. In 1964 opende hij een kunsthandel in Drachten, waar in het eerste jaar Charles Eyck exposeerde.
Gerritsma schilderde en tekende met name naaktfiguren en paarden. Ander werken van hem zijn onder meer een bronzen plaquette van wethouder J.G. de Boer in bejaardencentrum Rispinge (1957), een wandmozaïek voor een lagere school in De Wilgen (1961), een glas-in-loodraam voor de nutsspaarbank in Drachten (1965) en een smeedijzeren gevelversiering voor een kleuterschool in Bakkeveen (1966).
Hij overleed in 1984 op 70-jarige leeftijd.